# Маратовское сельское поселение
Маратовское сельское поселение — упразднённое муниципальное образование в составе Кочёвского района Пермского края России.
Административный центр — посёлок Мараты.

## История
Образовано в 2005 году. Упразднено в 2019 году в связи с преобразованием муниципального района в единый муниципальный округ.

## Население
| 2010 | 2012 | 2013 | 2014 | 2015 | 2016 | 2017 |
| ---- | ---- | ---- | ---- | ---- | ---- | ---- |
| 985  | ↘958 | ↘924 | ↘900 | ↘865 | ↘824 | ↘786 |
| 2018 | 2019 |      |      |      |      |      |
| ↘746 | ↘739 |      |      |      |      |      |

По данным Всероссийской переписи населения 2010 года в Маратовском сельском поселении проживало 985 человек. С 14 октября 2012 года главой поселения является Ольга Николаевна Полина.

## Населённые пункты
В состав сельского поселения входили 3 населённых пункта:
| № | Населённый пункт | Тип     | Население |
| - | ---------------- | ------- | --------- |
| 1 | Буждым           | посёлок | 199       |
| 2 | Мараты           | посёлок | 504       |
| 3 | Усть-Онолва      | посёлок | 282       |